# Heer (Familienname)
Heer ist ein deutscher Familienname.

## Namensträger

### A
- Adam Heer von Rapperswil, Abt des Benediktinerklosters Einsiedeln
- Adolf Heer (1849–1898), deutscher Bildhauer
- Adolf Heer (Architekt) (1874–1948), Schweizer Architekt
- Alfred Heer (* 1961), Schweizer Politiker (SVP)
- Alfred Heer (Politiker, 1917) (1917–1999), Schweizer Politiker (FDP)
- Anita Heer (* 1972), Schweizer Politikerin
- Anna Heer (1863–1918), Schweizer Ärztin

### B
- Barbara Heer (* 1982), Schweizer Politikerin (SP)
- Burkhard Heer (Bibliothekar) (1653–1707), Bibliothekar des Klosters St. Gallen
- Burkhard Heer (* 1966), deutscher Finanzwissenschaftler; Professor an der Universität Augsburg

### C
- Cosmus Heer (1727–1791), von 1771 bis 1774 Landammann des Kantons Glarus
- Cosmus Heer (Politiker, 1790) (1790–1837), Schweizer Politiker, Landammann Glarus, Tagsatzungsgesandter

### E
- Elisabeth Heer Dietrich (* 1974), Schweizer Juristin
- Emil Heer (1926–1994), Schweizer Komponist

### F
- Florian Heer (* 1978), Schweizer Politiker (Grüne)
- Friedrich Heer (1916–1983), österreichischer Schriftsteller
- Fritz Heer (* 1959), deutscher Leichtathlet

### G
- Gall Heer (1897–1981), Schweizer Historiker und Benediktinerpater
- Georg Heer (1860–1945), deutscher Jurist und Studentenhistoriker
- Georg Heer (General) (1849–1924), preußischer Generalleutnant
- Gerhard Heer (* 1955), deutscher Fechter
- Gottfried Heer (1843–1921), Schweizer Politiker (DP), reformierter Pfarrer und Historiker
- Gottlieb Heinrich Heer (1903–1967), Schweizer Schriftsteller und Journalist

### H
- Hannes Heer (* 1941), deutscher Historiker
- Heinrich Heer (1900–1968), Schweizer Politiker (DP)
- Hieronymus Heer (um 1615–nach 1690), deutscher Jurist und Oberaltensekretär in Hamburg

### J
- Jakob Heer (Pädagoge) (1784–1864), Schweizer Pädagoge
- Jakob August Heer (1867–1922), Schweizer Bildhauer
- Jakob Christoph Heer (1859–1925), Schweizer Schriftsteller
- Joachim Heer (1825–1879), Schweizer Politiker
- Josef Heer (1865–1932), deutscher Gewerkschaftsfunktionär und Politiker (USPD, SPD)
- Justus Heer (1840–1886), Schweizer evangelischer Geistlicher

### K
- Klaus Heer (* 1943), Schweizer Paartherapeut und Sachbuchautor

### L
- Liliana Heer (* 1943), argentinische Psychoanalytikerin und Schriftstellerin
- Ludwig Heer (* 1981), deutscher Spitzenkoch, Autor von Kochbüchern und Fernsehkoch

### M
- Margrit Gsell-Heer (1887–1967), Schweizer Malerin, Bildhauerin und Grafikerin
- Markus Heer (* 1976), Schweizer Politiker (SP)

### N
- Nicole Heer (* 1996), Schweizer Unihockeytorhüterin
- Niklaus Heer (1775–1822), Schweizer Politiker, Landammann Glarus, Tagsatzungsgesandter
- Nikolaus von Heer (1730–nach 1763), preußischer Major

### O
- Oswald Heer (1809–1883), Schweizer Paläontologe, Botaniker und Entomologe

### P
- Paul Heer (1908–1988), deutsch-österreichischer Orgelbauer

### R
- Roland Heer (* 1959), Schweizer Schriftsteller und Bergsteiger
- Rolf de Heer (* 1951), australischer Regisseur, Drehbuchautor und Filmproduzent
- Roman Heer (1761–1804), Schweizer Vikar
- Ronny Heer (* 1981), Schweizer Nordischer Kombinierer
- Rustenus Heer (1715–1769), Benediktiner, Priester, Bibliothekar und Historiker

### S
- Samuel Heer (1811–1889), Schweizer Fotograf und Fotopionier

### T
- Tania Van Heer (* 1970), australische Sprinterin

### U
- Ulrich Heer († 1514), Bibliothekar des Klosters St. Gallen
- Uwe Ralf Heer (* 1965), deutscher Journalist und Chefredakteur der Heilbronner Stimme

### W
- Walter de Heer (* 1949), US-amerikanischer Physiker
- Willi Heer (1894–1961), deutscher Politiker (NSDAP)
- Wolfgang Heer (Manager) (* 1956), deutscher Industriemanager
- Wolfgang Heer (Rechtsanwalt) (* 1973), deutscher Rechtsanwalt